# 印度支那停战协定
印度支那停戰協定（法語：Accords sur la cessation des hostilités en Indochine），為1954年7月20日法國在日內瓦與越南民主共和國（北越）、寮國、柬埔寨簽訂的協定。
印度支那停戰協定內容規定：法國在越南、寮國、柬埔寨停止敵對行動，在法屬印度支那全境實現停火。法國政府將尊重越南、寮國、柬埔寨的獨立、主權、統一和領土完整，從印度支那三國撤退其軍隊。越南以北緯十七度線以南劃出臨時軍事分界線，並建立非軍事區；三國分別進行自由選舉，在民主基礎上的獨立和統一；三國不參加任何軍事同盟，任何其他國家不應在其領土上建立軍事基地，不干涉其內政；成立國際監察和監督委員會，以印度、加拿大與波蘭為其成員。 
1954年8月，法屬印度支那停戰，而寮國、柬埔寨、分裂的越南也因此宣佈獨立。